# Friedrich Hayek
Friedrich August von Hayek (alemão: [ˈfʁiːdʁɪç ˈaʊ̯ɡʊst ˈhaɪɛk]; Viena, 8 de maio de 1899 — Friburgo em Brisgóvia, 23 de março de 1992) foi um polímata austríaco, posteriormente naturalizado britânico. É considerado um dos maiores representantes da Escola Austríaca de pensamento econômico. Foi defensor do liberalismo clássico e procurou sistematizar o pensamento liberal clássico para o século XX, época em que viveu. Realizou contribuições para a filosofia do direito, economia, epistemologia, história das ideias, história econômica, psicologia, entre outras áreas. Recebeu o Prêmio de Ciências Econômicas em Memória de Alfred Nobel de 1974, "por seu trabalho pioneiro na teoria da moeda e flutuações econômicas e pela análise penetrante da interdependência dos fenômenos econômicos, sociais e institucionais", que dividiu com seu rival ideológico Gunnar Myrdal.
Nasceu em Viena, em uma família de intelectuais — em suma maioria cientistas e professores. Seu pai era professor de Botânica na Universidade de Viena. Quando jovem, escolheu a carreira de economista. Serviu na Primeira Guerra Mundial, e disse que a experiência da guerra e seu desejo de evitar que ressurgissem os erros que levaram ao conflito tiveram grande influência na sua carreira. Morou na Áustria, na Grã-Bretanha, nos EUA e na Alemanha, tornando-se cidadão britânico em 1938. Passou o maior tempo de sua carreira na London School of Economics (LSE), na Universidade de Chicago e na Universidade de Freiburg.
Em 1984, tornou-se membro da Order of the Companions of Honour (Ordem dos Companheiros de Honra), por indicação da Rainha Elizabeth II, no conselho da Primeira-ministra Margaret Thatcher, por seus "serviços no estudo da economia". Ele foi a primeira pessoa a receber o Prêmio Hanns Martin Schleyer, em 1984. Recebeu também a US Presidential Medal of Freedom (Medalha Presidencial da Liberdade dos EUA) do presidente George H. W. Bush, em 1991. Em 2011, seu artigo O Uso do Conhecimento na Sociedade foi selecionado como um dos 20 principais artigos publicados pela The American Economic Review durante seus primeiros 100 anos.
Foi um importante teórico social e filósofo político do século XX, e sua consideração sobre como a mudança dos preços comunica conhecimento, o que permite aos indivíduos coordenarem seus planos, é amplamente considerada como uma das grandes proezas da ciência econômica. Na psicologia, propôs uma teoria da mente humana segundo a qual a mente é um sistema adaptativo. Em Economia, defendeu os méritos da ordem espontânea. Fez trabalhos importantes sobre a evolução social, sobre os fenômenos complexos e a metodologia das ciências sociais. Fundou a Mont Pèlerim Society com outros liberais para propagar o liberalismo no pós-guerra, entre os quais estavam Michael Polanyi, Ludwig von Mises, Bertrand de Jouvenel, Wilhelm Röpke, Milton Friedman, Frank Knight, Lionel Robbins, Karl Popper e outros pensadores de relevo.

## Biografia e contribuições

### Primeiros anos
Friedrich von Hayek nasceu em 8 de maio de 1899, em Viena. Seu pai, August von Hayek, foi um renomado botânico e um notável médico. Descendendo de uma família nobre, Hayek teve uma boa educação. Em 1919, porém, em razão de a Áustria banir os títulos de nobreza de seus cidadãos, sua família teve de retirar a etiqueta “von” do nome. O pai de Hayek deu sequência à tradição escolar da família, comprometendo-se com a botânica e escrevendo vários tratados sobre o assunto. A tradição familiar de estudos sobre as ciências biológicas influenciou bastante seus estudos posteriores.
Hayek era primo-segundo grau no lado não judeu da família do renomado filósofo Ludwig Wittgenstein, e disse que provavelmente foi uma das primeiras pessoas a terem lido o ‘Tractatus Logico-Philosophicus’ (Tratado Lógico-Filosófico), a obra inovadora de Wittgenstein. Quando criança, seu pai sugeriu que ele lesse as obras de Hugo de Vries, juntamente com os trabalhos filosóficos de Ludwig Feuerbach.
Durante seus anos escolares, Hayek ficou muito impressionado com as palestras sobre a ética aristotélica de um de seus tutores. Em 1917, foi para um regimento de artilharia no exército Áustro-Húngaro, e lutou bravamente na fronteira da Itália, perdendo parte da audição de seu ouvido esquerdo. Conta David Gordon que Hayek, em suas aulas, costumava brincar com isso, dizendo que era uma coincidência histórica ele ter perdido parte da audição da orelha esquerda, enquanto Karl Marx havia perdido parte da audição da orelha direita. Depois da Primeira Guerra, Hayek trabalhou o resto da vida buscando uma carreira acadêmica com o propósito principal de impedir as situações que causaram a guerra.

### Educação
Hayek tinha uma ânsia por conseguir conhecimento, e, durante seus anos na Universidade de Viena, estudou extensivamente filosofia, psicologia e economia, e recebeu doutorados em direito e ciência política. Entre seus colegas de universidade, estavam pessoas que se tornariam proeminentes economistas, como Fritz Machlup, Gottfried von Haberler e Oskar Morgenstern. Durante o tempo em que a universidade permaneceu fechada, Hayek se matriculou no Constantin von Monakow's Institute of Brain Anatomy. Nesse tempo, ele usou bastante de seu tempo manchando células cerebrais para estudá-las. O tempo gasto no Laboratório de Monakow deu vazão à sua profunda curiosidade pelo trabalho de Ernst Mach, motivando seu primeiro projeto acadêmico, na área de psicologia, o qual foi publicado mais tarde sob o título de The Sensory Order (publicado pela primeira vez em 1952, onde apresenta a teoria da mente clássica, na qual ele descreve o mecanismo mental que classifica as percepções que não podem ser explicadas pelas leis físicas). Em seu último ano na Universidade de Viena, o trabalho de Carl Menger sobre a estratégia explanatória das ciências sociais, juntamente com a presença de Friedrich Wieser na sala de tutorial, o influenciou permanentemente. Sob a tutela de Wieser, Hayek recebeu mais um doutorado, dessa vez em economia. Em 1923, foi para Nova Iorque e, na New York University, inscreveu-se para o programa de P.h.D, embora ele tivesse de retornar a Viena por falta de dinheiro. Depois desse retorno a Viena, Hayek começou a focar seus estudos na economia.

### Casamento
Hayek se casou com Helen Berta Maria von Fritsch em agosto de 1926. Ela era secretária do escritório de serviço civil do governo da Áustria. Eles tiveram duas crianças. Divorciaram-se, porém, em julho de 1950, e Hayek se juntou a Helene Bitterlich.

### Influência de Ludwig von Mises
Em Viena, trabalhou junto a Mises, um economista que, à época, era conhecido principalmente por sua teoria monetária. Mises escreveu Socialism, obra que Hayek admitiu, posteriormente, ter tido uma ampla influência em seu pensamento. Segundo ele, Socialism (obra de 1922) fez com que ele abandonasse o pensamento socialista que tinha na época. Na mesma época, Hayek, junto com seus colegas Felix Kaufmann, Fritz Machlup, Alfred Schutz e Gottfried Haberler, passou a frequentar o seminário privado de Ludwig von Mises.
Por recomendação de Wieser, quando voltou dos EUA, ele foi contratado por Mises como diretor do Instituto Austríaco de Ciclos Econômicos. Mises queria alguém que tivesse formação na área jurídica e entendesse de economia. Para Wieser, Hayek tinha as duas virtudes, e foi, dessa maneira, aceito no instituto. Por influência da Teoria Austríaca dos Ciclos Econômicos, defendida na época por Mises, Hayek escreveu o livro Monetary Theory and the Trade Cycle, em 1929.

### Na London School of Economics
Em 1931, ele foi convidado por Lionel Robbins a apresentar quatro palestras sobre economia monetária na Inglaterra, na London School of Economics and Political Science (LSE). Devido às palestras, ele foi nomeado para a universidade como ‘Tooke Professor of Economic Science and Statistics’, cargo no qual permaneceu até 1950, naturalizando-se britânico em 1938. Logo após entrar na LSE, Hayek se envolveu em um debate com John Maynard Keynes, da Cambridge University, depois de ter escrito uma extensa crítica ao livro A Treatise on Money (1930), de Keynes; este replicou seu ataque criticando seu livro Prices and Production (1931). Ambos os economistas foram criticados por outros economistas, e isso os fez repensarem sobre suas próprias teorias. Keynes concluiu sua autocrítica primeiro, publicando, em 1936, aquela que tornaria sua obra mais conhecida, The General Theory of Employment, Interest and Money. Já o livro de Hayek, The Pure Theory of Capital, foi aparecer apenas em 1941, e teve uma repercussão muito menor do que a obra de Keynes.
Em meados da década de 1930, ele também travou intenso debate com outros economistas sobre o socialismo, i.e, sobre a viabilidade de um sistema em que há a coletivização dos meios de produção. Tal debate começou a ter mais notoriedade com Mises, que, no artigo Economic Calculation in a Socialist Commomwealth (1920), afirma que, num sistema no qual falta o mercado para meios de produção, não há, para os mesmos, sistema de preços nem cálculo econômico racional. No decorrer desse debate houve a diferenciação da abordagem da Escola Austríaca em relação às escolas neoclássicas. No mesmo debate, Hayek desenvolveu suas teses sobre a relação entre o uso e dispersão do conhecimento e o sistema econômico. Segundo ele, o conhecimento de circunstâncias particulares, do qual o sistema econômico depende para alocação de recursos, está na maioria das vezes disperso na sociedade, tornando crucial a descentralização de seu uso. Esses trabalhos foram apresentados no London Economic Club em 1936.
Durante os anos da Segunda Guerra, a LSE transferiu-se para Cambridge. Nessa época, Hayek começou a criticar algumas doutrinas que ele rotulou como "cientificismo", no sentido de tentativa de imitação do método das ciências naturais (especificamente a física) pelas ciências sociais. Em 1944, publicou seu livro mais conhecido, The Road to Serfdom (O Caminho da Servidão), no qual dedica-se a mostrar o risco representado pelo planejamento econômico centralizado para a liberdade, entre vários outros pontos que amplia e aprofunda em outras obras. No mesmo ano, Hayek é eleito fellow na British Academy.

### Pós-Guerra: Chicago e a Mont Pèlerin Society
Em 1950, ele deixou a LSE para participar do Comitê sobre o Pensamento Social, na Universidade de Chicago. Seu primeiro curso foi um seminário sobre filosofia da ciência, do qual participou a maioria dos mais renomados cientistas da Universidade, incluindo Sewall Wright, Enrico Fermi e Leó Szilárd. Após a Segunda Guerra Mundial, Hayek escreveu um trabalho sobre a psicologia baseado em seus estudos na área quando na Universidade de Viena, chamado The Sensory Order: An Inquiry into the Foundations of Theoretical Psychology (1952). Nesse livro, Hayek teoriza sobre o mecanismo de plasticidade cerebral e da organização nos neurônios no cérebro de forma espontânea, sendo o cérebro um sistema complexo. Segundo Steven Pinker, sua teoria que viria a antecipar muitos desenvolvimentos futuros na psicologia. Além do mais, o mesmo despertou certa atenção nas áreas de ciência cognitiva, ciência computacional, neurociência, ciência comportamental e psicologia evolutiva.
No mesmo ano, sua obra The Counter Revolution of Science (1952) foi publicada. Nela, Hayek explica seus trabalhos sobre o "abuso da razão" e o "cientificismo".
Em 1947, ele se reuniu com 39 eruditos de 10 países diferentes, em Mont Pèlerin, nos Alpes Suíços. Esse foi o começo da Mont Pèlerin Society, organização fundada com o objetivo de reunir intelectuais alinhados aos princípios liberais em todo o mundo. Entre esses intelectuais, estavam Lionel Robbins, Ludwig von Mises, Milton Friedman, Fritz Machlup, Frank Knight, George Stigler, Walter Eucken, Aaron Director, Michael Polanyi e o filósofo austríaco Karl Popper. Quanto à sua relação com Popper, Hayek o ajudou a ir para a LSE e a publicar seu livro A Sociedade Aberta e Seus Inimigos (1945). Os dois permaneceram amigos para o resto da vida, e ambos fizeram dedicatórias de livros entre si.
Hayek permaneceu em Chicago por 12 anos. Lá, ele escreve artigos sobre vários assuntos, como filosofia política, história das ideias e metodologia das ciências sociais. Aspectos dessa ampla gama de assuntos foram mostrados em seu livro The Constitution of Liberty (1960) e em sua coletânea de artigos Studies in Philosophy, Politics and Economics (1967).

### Saída de Chicago, Nobel e últimos anos
Em 1962, ele deixa a Universidade de Chicago e vai para a Universidade de Freiburgo na Brisgóvia, na Alemanha Ocidental. Lá ele permaneceu até 1968, quando aceitou o cargo de professor honorário na Universidade de Salzburg, na Áustria.
Hayek ganhou o prêmio Nobel de economia em 1974, "por seu trabalho pioneiro na teoria da moeda e flutuações econômicas e pela análise penetrante da interdependência dos fenômenos econômicos, sociais e institucionais", o qual, ironicamente, foi dividido com um de seus maiores rivais ideológicos, o economista social-democrata Gunnar Myrdal. Hayek foi um pouco polêmico no banquete de gala do prêmio, dizendo: "... se tivesse sido consultado sobre o estabelecimento ou não de um Prêmio Nobel de economia, eu certamente teria sido decididamente contrário." Porque, segundo ele, "o Prêmio Nobel confere a um indivíduo uma autoridade que, em economia, nenhum homem deve possuir". O Nobel fez com que Hayek se revigorasse intelectualmente, voltando de forma mais consistente à produção intelectual.
Hayek retornou a Friburgo em 1977, e finalizou seu trabalho de três volumes Law, Legislation and Liberty, uma obra de suas obras mais abrangentes e importantes.
Um aspecto polêmico do pensamento de Hayek é ilustrado quando, após uma visita ao Chile do governo de Pinochet, que havia derrubado o governo socialista de Allende, Hayek disse, em uma carta para o The Times (1978): "Eu não fui capaz de encontrar uma única pessoa, mesmo no tão caluniado Chile, que não concordou que a liberdade pessoal estava muito maior sob Pinochet do que sob Allende". Segundo Hayek, a democracia deve ser considerada como um meio, não como um fim em si mesmo. Liberalismo é diferente de democracia, sendo que o contrário de liberalismo é totalitarismo, enquanto o de democracia é autoritarismo.
Com a deterioração de sua saúde, o filósofo William Bartley III editou e encarregou-se de publicar sua última obra, The Fatal Conceit: The Errors of Socialism (em português, A Arrogância Fatal: Os Erros do Socialismo), em 1988. Essa obra fala sobre alguns tópicos que haviam sido desenvolvidos a partir do Posfácio do último volume de Law, Legislation and Liberty. Há, embora, algumas suspeitas de que partes dela foram escritas por William Bartley, em razão da debilitada saúde de Hayek.
Hayek faleceu em 1992, com 92 anos de idade, chegando a ter visto a queda da União Soviética e a reunificação da Alemanha.

## Principais ideias
Quando na Universidade de Viena, Hayek se dedica à observação de células neurais, e desenvolve um pequeno rascunho desse trabalho. Mais tarde, depois de revisões e ampliações, o livro The Sensory Order: An Inquiry into The Foundations of Theoretical Psychology (1952), viria a ser publicado. Nele, Hayek argumenta sobre a tese que viria a se chamar "conexionismo", em que a mente é vista como um sistema adaptativo. Segundo Pinker, essa tese antecipou vários trabalhos posteriores em teoria da mente e psicologia.
Nas décadas de 1920 e 1930, Hayek publica uma grande quantidade de trabalhos sobre os ciclos econômicos, teoria dos preços e teoria do capital. Ele amplia a Teoria Austríaca dos Ciclos Econômicos, desenvolvida inicialmente por Mises. Segundo Hayek, a principal causa dos ciclos econômicos começa a partir de uma sinalização de taxa de juros enganosa (geralmente, juros muito baixos). Por não se constituir da taxa que se formaria em um livre mercado, ela não transmite informações cruciais que deveriam orientar as ações dos agentes econômicos. Investimentos que, nesse momento, parecem corretos, serão vistos como má-alocações de recursos no futuro, sendo a recessão a fase de recuperação desses erros alocativos. Essas questões geraram intensos debates com John Maynard Keynes, o que fez com que Hayek publicasse, posteriormente, o livro The Pure Theory of Capital (1941), e John Maynard Keynes The General Theory of Employment, Interest and Money. Os trabalhos de Hayek nessa época viriam a ser um dos maiores responsáveis para que ele ganhasse o Prêmio Nobel de economia em 1974.
Hayek edita Colletivist Economic Planning, obra na qual ele traduz o artigo Economic Calculation in the Socialist Commomwealth do alemão para o inglês, introduzindo as ideias de Mises nos países de língua inglesa. Na obra há artigos contra e a favor da viabilidade de um sistema socialista, e Hayek escreve uma introdução e uma conclusão. Na década de 1930, ele escreve teses que dizem respeito ao uso e transmissão do conhecimento na sociedade e no sistema econômico, que tiveram como inspiração suas ideias desenvolvidas no debate sobre o cálculo econômico sob o socialismo. Nesses artigos, publicados posteriormente em Individualism and Economic Order (1948), ele enfatiza a função dos preços como transmissores de conhecimento, e do mercado como um sistema que economiza informação.
Nessa coletânea, está presente um de seus artigos mais famosos, The Use of Knowledge in Society. Em outros textos da mesma coletânea, ele começa a desenvolver a ideia de que o principal papel do empresário é descobrir informações em constante mudança que são relevantes para o processo produtivo e se adaptar a elas, transmitindo essa informação via preços a todo o mercado, de forma que este se adapte a esse conhecimento adquirido.
Em Economics and Knowledge, ele critica a ideia de que a economia é uma ciência puramente a priori. Segundo ele, quando passamos da análise de um único indivíduo para a análise de processos sociais, é preciso adicionar hipóteses sobre como o conhecimento é adquirido, como os indivíduos formam expectativas e como aprendem com suas experiências – o que não é derivado a priori e é, ao menos em princípio, passível de falsificação. A priori seria apenas a lógica da ação individual, a forma como se dá a escolha dos indivíduos, baseada numa estrutura de meios e fins. Qualquer teoria econômica que dá como certa, implícita ou explicitamente, a existência de uma tendência ao equilíbrio já deve pressupor essas hipóteses sobre o aprendizado dos agentes.
No que viria a ser seu livro mais famoso, O Caminho da Servidão, Hayek diz que o planejamento central feito pelo Estado resulta em totalitarismo e opressão. O controle da economia (os meios para nossos fins), acaba deixando o indivíduo numa situação de escravidão e dependência em relação a quem realiza o planejamento. Nesse sentido, o socialismo soviético e o nazifascismo se assemelhariam. O planejamento central necessariamente viola o Estado de Direito e a igualdade perante à lei, porque o uso da coerção seria arbitrário e deveria fazer distinção de indivíduo para indivíduo. O planejamento também é antidemocrático, porque a necessidade de decisões rápidas sobre onde, quanto e a quem alocar os recursos impossibilitaria que as ações do Estado fossem regidas pelo consenso da maioria. Esse livro viria a influenciar uma ampla geração de liberais e mudar as ideias da época para serem menos favoráveis ao socialismo.

Esta obra esclarece a importância das reformas institucionais que garantam mais liberdade – liberdade de trabalhar, liberdade de produzir, de lucrar sim e de crescer.
“Descentralizar o poder corresponde, forçosamente, à menor soma absoluta de poder, e o sistema de concorrência é o único capaz de reduzir ao mínimo, através da descentralização, o poder exercido pelo homem sobre o homem. (…) Se fracassarmos na primeira tentativa de criar um mundo de homens livres, devemos tentar novamente. O princípio orientador de que uma política de liberdade para o indivíduo é a única que de fato conduz ao progresso permanece tão verdadeiro hoje como foi no XIX.” (Hayek, O Caminho da Servidão, 1944)
Em Capitalism and the Historians, ele edita e escreve a introdução de um livro em que há participação de vários autores, e que tem por objetivo refutar alguns mitos acerca do capitalismo; em específico, aquele que diz que a Revolução Industrial causou a diminuição da qualidade de vida na Inglaterra. Em The Counter-Revolution of Science ele faz uma crítica ao que ele chamou de "scientism" (cientificismo), que é a tentativa de aplicar os princípios das ciências naturais (a física, em específico), às ciências sociais. Ele faz tanto uma exposição teórica dos princípios das duas ciências, quanto uma análise histórica da tendência criticada. Segundo ele, isso foi indiretamente responsável pelas propostas de controle econômico da vida social.
Em The Constitution of Liberty (1960), Hayek procura escrever um tratado que reintroduza as ideias liberais para o seu tempo. Quando escrevendo-o, Hayek procurou que fosse sua obra mais ambiciosa. Na primeira seção, ele define liberdade, mostra suas vantagens e discute sua relação com conceitos como "responsabilidade" e "decisão da maioria". Na segunda seção, ele escreve a história do liberalismo e do conceito de Estado de Direito, ou império da lei, mostrando a relação entre as duas ideias, que muitas vezes se confundiam. Ele ainda faz críticas ao positivismo jurídico. Na terceira seção, ele busca traçar os limites da atividade estatal na economia com base nos princípios do liberalismo clássico discutidos nas duas outras seções, princípios esses que não geram como conclusão, necessariamente, a fórmula do laissez-faire.
Um dos motivos de Hayek enfatizar a importância do Estado de Direito (ou Rule of Law, Império da Lei) parte de suas ideias sobre o conhecimento, de que a descentralização leva em conta uma quantidade maior de conhecimento. Um Estado cujas ações coercitivas se baseiam em leis gerais, igualmente aplicáveis a todos, que não distinguem de indivíduo para indivíduo, proporciona a melhor estrutura na qual as pessoas podem usar seus próprios conhecimentos para seus próprios fins. Um Estado centralizador e planejador, ao contrário, e que, portanto, não respeita o Rule of Law, dificulta o planejamento descentralizado e a utilização do conhecimento amplamente disperso na sociedade. Além disso, uma sociedade (ou indivíduo) constantemente à mercê da vontade arbitrária de alguém, em oposição a regras claras e fixas, não pode se dizer livre no sentido próprio do termo. A lei verdadeira é, no mesmo sentido de Locke ou Kant, a restrição da liberdade (absoluta) de alguns para garantir a liberdade de todos.
Na década posterior à publicação do livro, ele desenvolve estudos sobre a ordem espontânea, e desenvolve teses que relacionam as ordens espontâneas da natureza e da sociedade. Muitas dessas ideias foram emprestadas do estudo da cibernética. Com influência das ideias de seu amigo Popper, ele trabalha sobre a epistemologia e o estudo de fenômenos complexos, tendo por artigo mais notável nessa área The Theory of Complex Phenomena. Ele argumenta que, em fenômenos complexos, é possível apenas a previsão do padrão ou princípio de funcionamento do fenômeno, e nunca as características específicas que se apresentarão. Um exemplo notável disso é a teoria da evolução, em que não é possível a previsão de, por exemplo, qual espécie irá surgir, mas apenas o princípio de como se dará esse processo de surgimento. Isso se aplica também à própria economia: as variáveis são tão grandes que é basicamente impossível fazer uma previsão de quais serão os preços em dada situação.
Posteriormente, ele publica um grande tratado sobre direito e liberalismo, chamado Law, Legislation and Liberty, que viria a ser um complemento às ideias desenvolvidas em The Constitution of Liberty. Publicado em três volumes separados, os principais diferenciais do livro foram: o tratamento do papel do juiz numa sociedade livre, do sistema de commom law e a ênfase na ordem espontânea em oposição à ordem planejada (no volume 1); a crítica às modernas concepções de justiça social (no volume 2); e a apresentação de um sistema de governo apelidado por ele de demarquia, em que a democracia só existiria respeitando os princípios do Estado de Direito (no volume 3). Hayek vê nas democracias contemporâneas o problema da centralização e da degeneração do direito. Para ele, o constitucionalismo liberal, da forma como foi interpretado, falhou. Ele propõe uma democracia limitada na qual a divisão dos poderes tornaria quase impossível desrespeitar o Estado de Direito, ou seja, as normas de justa conduta nomos que garantem a liberdade em sociedade. Em relação à justiça social, Hayek diz que ela é uma expressão vazia de sentido. Justiça é um atributo de conduta individual, e nenhuma regra geral sobre o comportamento humano é capaz de levar a um padrão de distribuição de recursos pré-definido. Além disso, não há critérios objetivos para se dizer que um padrão de distribuição de recursos é mais "justo" que outro padrão. No primeiro volume, ele também discorre sobre a importância de se ater a princípios na defesa da liberdade.
Em The Denationalization of Money (1976), Hayek desenvolve o argumento de que o fim do monopólio do Estado sobre a moeda – i.e, a possibilidade de cunhagem e uso de moedas privadas – seria mais vantajoso que o nosso sistema atual, sendo também uma forma de evitar a inflação. Neste sentido, defendia o modelo de free banking, (sistema bancário livre de quaisquer regulamentações).
Em The Fatal Conceit (1988), publicado quando Hayek já estava com saúde debilitada, há a exposição de algumas ideias sobre evolução social ou cultural. As regras morais e a cultura seriam resultado de um processo evolucionário que se dá, principalmente, por aprendizado de práticas sociais por imitação, e posteriormente seleção do grupo com práticas sociais mais capazes de levá-lo à prosperidade e aumento do número de indivíduos. A linguagem, a cultura, a moral, o direito, o comércio, a propriedade privada, etc., todos seriam exemplos de instituições que resultaram da evolução de práticas sociais, que não acontece por decisão das pessoas diretamente a construírem tais instituições, sendo elas resultados não planejados ou não desenhados, porém que usam de um conhecimento que nenhum indivíduo sozinho é capaz de centralizar. A "arrogância fatal" seria tentar desenhar essas instituições sem se dar conta da limitação do nosso conhecimento.

### Ciclo de negócios
Ludwig von Mises já havia aplicado o conceito de utilidade marginal ao valor do dinheiro em sua Teoria do Dinheiro e do Crédito (1912), na qual também propôs uma explicação para as "flutuações industriais" com base nas ideias da antiga Escola Monetária Britânica e de Economista sueco Knut Wicksell. Hayek usou este conjunto de trabalho como ponto de partida para sua própria interpretação do ciclo econômico, elaborando o que mais tarde ficou conhecido como a teoria austríaca do ciclo econômico. Hayek expôs a abordagem austríaca com mais detalhes no seu livro, publicado em 1929, cuja tradução para o inglês apareceu em 1933 como "Teoria Monetária e Ciclo de Negócio". Nessa obra, ele defendeu uma abordagem monetária às origens do ciclo (de negócios). No seu livro "Preços e Produção" (1931), Hayek argumentou que o ciclo económico resultou da expansão inflacionária do crédito do banco central e da sua transmissão ao longo do tempo, levando a uma má alocação de capital causada pelas taxas de juro artificialmente baixas. Hayek afirmou que "a instabilidade passada da economia de mercado é a consequência da exclusão do regulador mais importante do mecanismo de mercado, o dinheiro, de ser ele próprio regulado pelo processo de mercado".
A análise de Hayek baseou-se no conceito de Eugen Böhm von Bawerk de “período médio de produção” e nos efeitos que a política monetária poderia ter sobre ele. De acordo com o raciocínio delineado posteriormente em seu ensaio "O uso do conhecimento na sociedade" (1945), Hayek argumentou que uma agência governamental monopolista como um banco central não pode possuir as informações relevantes que deveriam governar a oferta de dinheiro, nem ter a capacidade de usá-lo corretamente.
Em 1929, Lionel Robbins assumiu o comando da London School of Economics. Ansioso por promover alternativas ao que considerava uma perspectiva muito limitada do pensamento económico que então dominava o mundo acadêmico de língua inglesa (centrada na Universidade de Cambridge e derivada em grande parte do trabalho de Alfred Marshall ), Robbins convidou Hayek para ingressar no corpo docente da instituição, o que aconteceu em 1931. De acordo com Nicholas Kaldor, a teoria de Hayek da estrutura temporal do capital e do ciclo econômico inicialmente "fascinava o mundo acadêmico" e parecia oferecer menos "compreensão mais fácil e superficial" da macroeconomia do que a da escola de Cambridge.
Também em 1931, Hayek criticou o Tratado sobre Dinheiro de John Maynard Keynes (1930) em suas "Reflexões sobre a teoria pura do Sr. J. M.  Keynes" e publicou suas palestras na London School of Economics em forma de livro como Preços e Produção. Para Keynes, o desemprego e os recursos ociosos são causados pela falta de procura efetiva, mas para Hayek resultam de um episódio anterior insustentável de dinheiro fácil e taxas de juro artificialmente baixas. Keynes pediu a seu amigo Piero Sraffa que respondesse. Sraffa discorreu sobre o efeito das "poupanças forçadas" induzidas pela inflação no setor de capital e sobre a definição de uma taxa de juros "natural" em uma economia em crescimento (debate Sraffa-Hayek).
Outros que responderam negativamente ao trabalho de Hayek sobre o ciclo económico incluíram John Hicks, Frank Knight e Gunnar Myrdal, que, mais tarde, partilhariam com ele o Prêmio Sveriges-Riksbank de Economia. Kaldor escreveu mais tarde que Preços e Produção de Hayek produziu "uma safra notável de críticos" e que o número total de páginas em jornais britânicos e americanos dedicados ao debate resultante "raramente poderia ter sido igualado nas controvérsias econômicas do passado".
Hayek nunca produziu o tratamento extenso da “dinâmica do capital” que havia prometido na Teoria Pura do Capital. Na Universidade de Chicago, Hayek não fazia parte do departamento de economia e não influenciou o renascimento da teoria neoclássica que ali ocorreu (Escola de Economia de Chicago). Quando em 1974 ele dividiu o Prêmio Nobel Memorial de Economia com Myrdal, este último reclamou de estar emparelhado com um "ideólogo". Milton Friedman declarou-se "um grande admirador de Hayek, mas não por sua economia. Milton Friedman também comentou alguns de seus escritos, dizendo "Acho que Preços e Produção é um livro muito falho. Acho que a sua (Teoria Pura do Capital) é ilegível. Por outro lado, O Caminho da Servidão é um dos grandes livros do nosso tempo”.

## Influência pelo mundo
Milton Friedman disse, sobre Hayek, que "sua influência tem sido tremenda".
Popper disse uma vez que “o trabalho de Hayek marca o começo do debate mais fundamental no campo da filosofia política”.
O filósofo conservador Roger Scruton falou que Hayek “é um dos maiores pensadores do nosso tempo”.
Segundo a revista The Economist, "o terceiro quarto deste século [século XX] tem sido descrito como 'o tempo de Keynes'. Em termos de problemas econômicos, para enfrentar o atual período pode corretamente ser chamado de o 'tempo de Hayek'".
Edward Feser disse que "[...] ele é... amplamente admirado tanto por libertários e conservadores, e por boas razões. Sua crítica ao socialismo como um sistema econômico e político é completamente devastadora. Sua defesa do livre mercado é original, penetrante e atraente como nenhuma que já foi feita. Entre os pensadores políticos do século XX, ele é raramente alcançado, e nunca superado, em profundidade e amplitude de visão. Ele tinha coisas sábias e interessantes para dizer, não apenas a respeito de política e economia, mas também em campos tão diversos quanto direito, filosofia, ciência cognitiva e história das ideias. Ele foi, certamente, o pensador político mais consequente daquele século, de qualquer estirpe ideológica".

### Influência na política do Leste Europeu
O presidente dos EUA Ronald Reagan colocou Hayek entre as duas ou três pessoas que mais influenciaram sua filosofia, e o acolheu na Casa Branca como convidado especial. Nos anos 1970 e 1980, os escritos de Hayek também exerceram uma grande influência nos líderes da revolução “velvet”, na Europa Central, durante o colapso da União Soviética. Aqui estão alguns exemplos que suportam essa influência:
Não há nenhuma figura que teve influência tão grande, nenhuma pessoa que teve mais influência sobre os intelectuais por trás da Cortina de Ferro do que Friedrich Hayek. Seus livros foram traduzidos e publicados por edições em mercados negros e secretos, lidos amplamente, e sem dúvida influenciaram o clima da opinião, o que, em última instância, trouxe o colapso da União Soviética.
—Milton Friedman (Hoover Institution)

Os mais interessantes entre os dissidentes de 1980 foram os liberais clássicos, discípulos de F. A. Hayek, de quem eles haviam aprendido sobre a importância crucial da liberdade econômica e da, na maioria das vezes ignorada, diferença conceitual entre liberalismo e democracia.
—Andrzej Walicki (History, Notre Dame)

O primeiro-ministro da Estónia Mart Laar veio ao meu escritório outro dia para verificar a notável transformação desse país. Ele descreveu uma nação de pessoas que trabalhavam duro, mais virtuosas – sim, mais virtuosas, porque o mercado pune a imoralidade – e mais esperançosas sobre o futuro do que nunca foram em toda a história. Eu perguntei ao senhor Laar sobre onde o governo obteve a ideia dessas reformas. Você imagina o que ele respondeu? Ele disse: “Nós lemos Milton Friedman e Friedrich Hayek.”
—US Representative Dick Armey
Eu tinha 25 anos de idade e estava à busca de meu doutorado em economia quando a mim foi permitido gastar seis meses de estudos de pós-graduação em Nápoles, Itália. Eu li os livros-texto de economia do Ocidente e também o trabalho mais geral de pessoas como Hayek. No tempo em que retornei à Czechoslovakia, eu tinha um entendimento dos princípios do mercado. Em 1968, eu estava contente com o liberalismo político de Dubcek Prague Spring, mas fui bastante crítico da Terceira Via que eles buscaram na economia.
—Václav Klaus (antigo presidente da República Checa)

### Hayek e a Wikipédia
O fundador da Wikipédia, Jimmy Wales, disse que Hayek é de importância central para se entender a Wikipédia. Quando graduando, Wales leu seu artigo The Use of Knowledge in Society (O Uso do Conhecimento na Sociedade), que o influenciou bastante. Hayek mostrou que, em grande parte das vezes, sistemas descentralizados garantem o melhor uso do conhecimento.
A Wikipédia seriam um bom exemplo de "ordem espontânea", na concepção hayekiana, sendo o resultado dos esforços conjuntos das pessoas para acumular conhecimento. É um processo autocorretivo e sem direção central.
Segundo Wales, “não se pode entender minhas ideias sobre a Wikipédia sem entender Hayek”. E ele acrescenta: “O trabalhos de Hayek sobre o sistema de preços é central para a maneira como eu administro o Wikipedia Project”.

## Hayek no Brasil
Entre 1977 e 1981, Hayek visitou três vezes o Brasil, sempre a convite do editor da revista Visão, o engenheiro Henry Maksoud. Embora o Prof. Hayek – como ele gostava de ser chamado – tenha proferido inúmeras conferências e concedido várias entrevistas à imprensa, suas viagens ao Brasil ficaram com os registros dispersos e hoje poucos são os que sabem ou se lembram delas. Além de São Paulo, Hayek visitou o Rio de Janeiro, Brasília e Santa Maria (Rio Grande do Sul).
O Brasil estava em pleno regime militar e ainda não se vislumbrava sinal de abertura para a democracia. Apesar de pouco acolhido pelas lideranças brasileiras e ignorado pela intelectualidade do País, Hayek teve suas visitas registradas na imprensa - através de entrevistas e cobertura de palestras - e seu pensamento divulgado, graças, especialmente, ao esforço do empresário Henry Maksoud. A substância desses registros ficou dispersa nos arquivos de jornais e revistas. Formava um material precioso para os que já vislumbravam no liberalismo a saída para o Brasil. Esses leitores e os que puderam assistir aos programas de Henry Maksoud têm uma oportunidade rara de retomar a visita do Prêmio Nobel Hayek no Brasil.

## Legado e honras

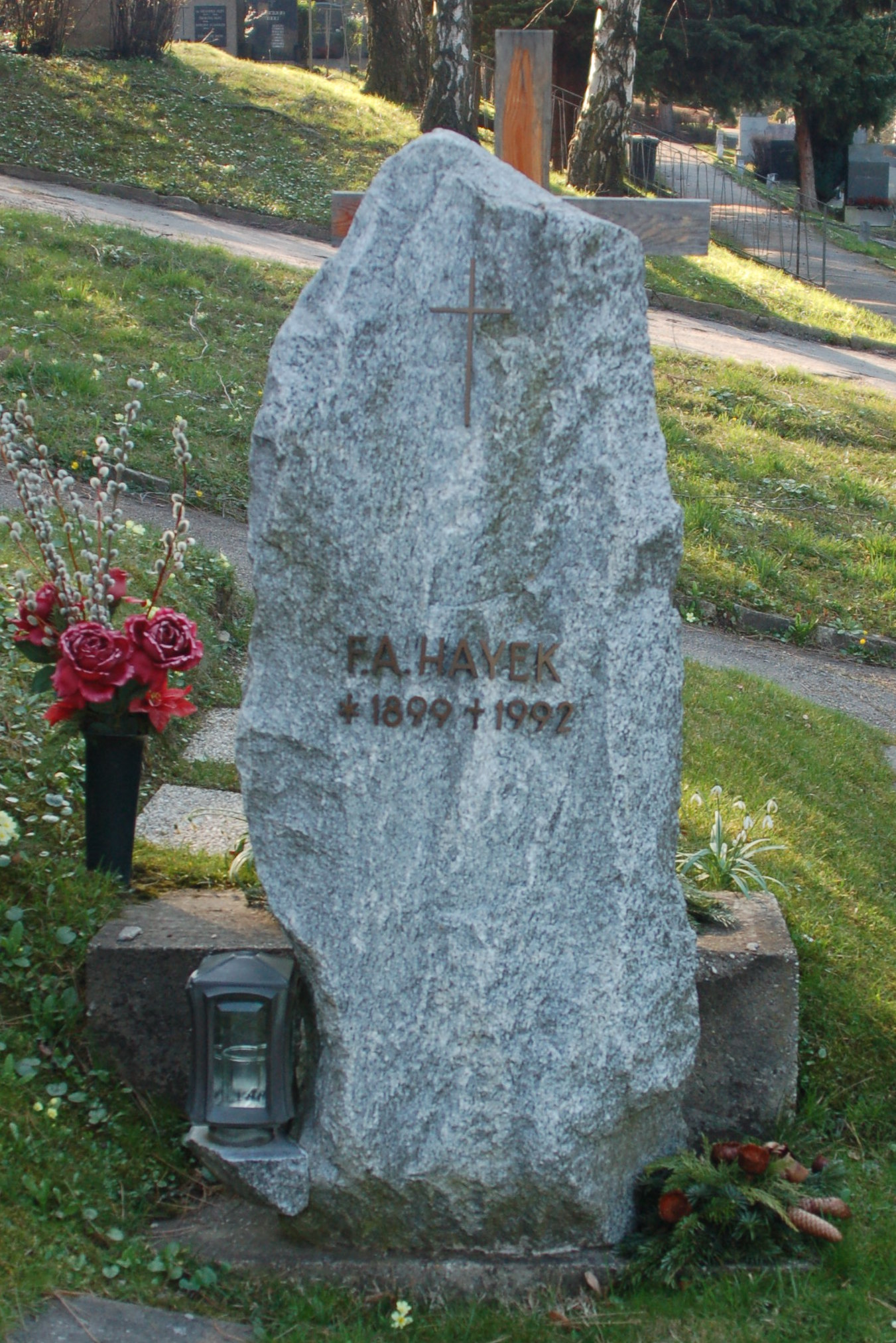
Sepultura do Hayek em Neustifter Friedhof, Viena

Mesmo depois de sua morte, a presença intelectual de Hayek é perceptível, especialmente nas universidades onde ele lecionou, nomeadamente a London School of Economics, a Universidade de Chicago e a Universidade de Freiburg. Resultando em um número de tributos, muitos estabelecidos postumamente:
- A Hayek Society, um grupo dirigido por estudantes no London School of Economics, foi estabelecido em sua honra.[86]
- A Oxford Hayek Society, fundada em 1983, é nomeada pós Hayek.[87]
- O Cato Institute nomeou seu auditório de nível mais baixo depois de Hayek, que havia sido um Sênior Distinto na Cato durante seus últimos anos.[88]
- O auditório da escola de economia na Universidad Francisco Marroquín na Guatemala leva o nome dele.
- The Hayek Fund for Scholars[89] da Institute for Humane Studies fornece prêmios financeiros para atividades de membros de carreira acadêmica de estudantes de pós-graduação e professores não-dedicados.
- O Ludwig von Mises Institute realiza uma palestra com o nome de Hayek todos os anos nas suas Conferências da Escola Austríaca e convida acadêmicos notáveis para falar sobre assuntos relacionados às contribuições de Hayek para a Escola Austríaca.
- Universidade George Mason tem um prêmio de ensaio de economia nomeado em homenagem a Hayek.[90]
- A Mercatus Center, um think tank de livre mercado também na Universidade George Mason, que tem um programa de estudo de filosofia, política e economia nomeado para Hayek.
- A Mont Pelerin Society tem um concurso de ensaios de economia quadrienal nomeado em sua homenagem.
- Hayek recebeu graus honorários da Universidade Rikkyo, Universidade de Viena e Universidade de Salzburgo.[91]
- Hayek tem uma carteira de investimentos com o nome dele. O Fundo Hayek[92] que investe em corporações que apoiam financeiramente organizações de políticas públicas de livre mercado
- 1974: Austrian Decoration for Science and Art
- 1974: Nobel Memorial Prize in Economic Sciences (Suécia)[93]
- 1977: Pour le Mérite for Science and Art (Alemanha)[94]
- 1983: Honorary Ring of Vienna
- 1984: Honorary Dean de WHU-Otto Beisheim School of Management
- 1984: Companion of Honour (Reino Unido)[95]
- 1990: Grand Gold Medal with Star for Services to the Republic of Austria[96]
- 1991: Presidential Medal of Freedom (Estados Unidos)[97]
- 1994: A bolsa de estudos FA Hayek em Economia ou Ciência Política, Universidade de Canterbury. A bolsa ajuda os estudantes a estudar para uma distinção ou mestrado em Economia ou Ciência Política na Universidade. Foi criado em 1994 por um presente do empreendedor Alan Gibbs.[98]

## Trabalhos notáveis
- O Caminho da Servidão, 1944.
- Individualismo e Ordem Econômica, 1948.
- A Constituição da Liberdade, 1960. The Definitive Edition, 2011. Descrição e pré-visualização.
- Direito, Legislação e Liberdade (3 volumes)
  - Volume I. Normas e Ordem, 1973.[99]
  - Volume II. A Miragem da Justiça Social, 1976.[100]
  - Volume III. A Ordem Política de um Povo Livre, 1979.[101]
- The Fatal Conceit: The Errors of Socialism, 1988. A autoria de The Fatal Conceit está sob disputa acadêmica.[102] O livro em sua forma publicada pode, na verdade, ter sido escrito inteiramente por seu editor W. W. Bartley III e não por Hayek.[103]